# Lỗ Vũ công
Lỗ Vũ công (chữ Hán: 魯武公, trị vì 824 TCN-816 TCN), tên thật là Cơ Ngao (姬敖), là vị vua thứ chín của nước Lỗ - chư hầu nhà Chu trong lịch sử Trung Quốc.
Cơ Ngao là con trai thứ của Lỗ Hiến công, vua thứ 7 nước Lỗ và là em trai của Lỗ Chân công, vua thứ 8 của nước Lỗ. Năm 825 TCN, Lỗ Chân công qua đời, Cơ Ngao lên làm vua, tức Lỗ Vũ công.

## Định người kế nghiệp
Đầu năm 816 TCN, Lỗ Vũ công cùng con lớn là Cơ Quát, con nhỏ là Cơ Huy vào triều kiến Chu Tuyên vương. Tuyên vương thích Huy, muốn lập Huy làm thế tử nước Lỗ. Bầy tôi nhà Chu là Phàn Trọng Sơn can ngăn Chu Tuyên Vương không nên bỏ trưởng lập thứ vì như vậy là không thuận, sẽ gây ra loạn, nhưng Tuyên vương không nghe theo. Lỗ Vũ công theo lệnh của thiên tử, lập Cơ Huy làm thế tử.
Mùa hè năm đó Lỗ Vũ công về nước và qua đời không bao lâu sau. Ông làm vua được 9 năm. Cơ Huy lên nối ngôi, tức là Lỗ Ý công.